# دوست من ایرما به فنا می‌رود
«دوست من ایرما به فنا می‌رود» (انگلیسی: My Friend Irma Goes West) یک فیلم به کارگردانی هل واکر است که در سال ۱۹۵۰ منتشر شد.

## بازیگران
- دین مارتین در نقش «استیو»
- جری لوئیس در نقش «سیمور»
- جان لوند در نقش «اَل»
- ماری ویلسون در نقش «ایرما پیترسون»
- دیانا لین در نقش «جین استیسی»
- کورین کالوت در نقش «ایوُن»
- لوید کوریگان در نقش «شارپی کوریگان»
- دان پورتر در نقش «آقای برنت»
- گرگ پالمر
- چیف یولانچی